# Max Miedinger

Specimen van het lettertype Helvetica

Max Miedinger (Zürich, 24 december 1910 - Zürich, 8 maart 1980) was een Zwitserse letterontwerper, meest bekend om zijn creatie Helvetica.

## Leven
In de tijd van Miedinger was er veel beweging in de modernisering van de lettertypen. Hij koos daarom resoluut voor deze tak van de grafische wereld.

## Werkzaamheden
Miedinger werkte eerst als verkoper en zetter bij de Zwitserse lettergieterij Haas'sche Schriftgiesserei en leerde er van 1926 tot 1930 lettersnijden van Edouard Hoffmann, die in die tijd de lettergieterij runde.

### Haas Grotesk of Helvetica
In zijn vrije tijd werkte Miedinger aan de opdracht om een modernere versie van de inmiddels populaire Akzidenz Grotesk te maken.
Het resultaat was de aanvankelijk genaamde 'Haas Grotesk' en in 1956 uitgegeven met de naam Helvetica. Dit lettertype werd plots zeer snel in gebruik genomen en vandaag de dag is het een nog zeer geliefd lettertype in de typografische wereld, vanwege zijn neutrale karakter en vriendelijke typografische eigenschappen en leesbaarheid.
Indertijd zijn aanpassingen gedaan aan het lettertype, onder de vlag van D. Stempel AG en Linotype uitgegeven en laatstgenoemd bedrijf beloonde Miedinger er zelfs mee in ruime mate.

### Lettertypen van Miedinger
- Helvetica
  - Helvetica Inserat
  - Helvetica Monospaced
  - Helvetica Textbook
- Neue Helvetica
- Miedinger
- Monospace 821
- Swiss 721
- Swiss 921

- Gemeinsame Normdatei: 141670118
- International Standard Name Identifier: 0000 0000 8047 5460
- SIKART: 12631951
- Union List of Artist Names: 500471678
- Virtual International Authority File: 121944752
- WorldCat: E39PBJcBYQQb4kQ7VgMYg8fH4q